# پنج ستاره (آلبوم)
پنج ستاره (انگلیسی: 5-Star; به صورت ★★★★★ نیز نوشته می‌شود) سومین آلبوم کره‌ای زبان (در کل چهارمین آلبوم) گروه پسرانه کره‌ای استری کیدز است. این آلبوم در ۲ ژوئن ۲۰۲۳ توسط جی‌وای‌پی انترتینمنت و ریپابلیک رکوردز منتشر شد. پنج ستاره ترکیبی از عناصر هیپ هاپ، پاپ و الکترونیکا است و از نظر غنایی به مفاهیم یگانگی، اعتماد به نفس و اشتیاق می‌پردازد.

## گواهی‌نامه‌ها و فروش‌ها
| منطقه                                   | گواهی     | واحد گواهی‌شده/فروش |
| --------------------------------------- | --------- | ------------------ |
| فرانسه (اس‌ان‌ئی‌پی)                       | طلا       | ۵۰٬۰۰۰             |
| ژاپن فیزیکی                             | —         | ۱۹۳٬۸۰۵            |
| ژاپن دیجیتال                            | —         | ۴٬۱۲۲              |
| کره جنوبی (گائون)                       | ۵× میلیون | ۵٬۲۴۲٬۴۸۶          |
| ایالات متحده                            | —         | ۳۸۹٬۰۰۰            |
| رقم فروش+پخش جاری تنها بر پایهٔ گواهی‌ها. |           |                    |

## تاریخچه انتشار
| منطقه        | تاریخ        | فرمت                       | ورژن            | ناشر             | منابع             |
| ------------ | ------------ | -------------------------- | --------------- | ---------------- | ----------------- |
| مختلف        | ۲ ژوئن ۲۰۲۳  | سی‌دی دانلود دیجیتال استریم | محدود ای بی سی  | جی‌وای‌پی ریپابلیک | [ ۷ ] [ ۸ ] [ ۹ ] |
| کره جنوبی    | ۲ ژوئن ۲۰۲۳  | سی‌دی                       | دیجیپک          | جی‌وای‌پی ریپابلیک | [ ۱۰ ]            |
| ایالات متحده | ۶ ژوئن ۲۰۲۳  | دانلود دیجیتال             | دیجیتال اختصاصی | جی‌وای‌پی ریپابلیک | [ ۱۱ ] [ ۱۲ ]     |
| ایالات متحده | ۷ ژوئیه ۲۰۲۳ | سی‌دی                       | دیجیپک          | جی‌وای‌پی ریپابلیک | [ ۱۳ ]            |